# Чавдар Монов
Чавдар Богданов Монов (роден на 1 май 1959 г.) е български актьор и режисьор на дублажи.

## Ранен живот
Завършва немската езикова гимназия в град Монтана. През 1984 г. завършва актьорско майсторство за драматичен театър във ВИТИЗ „Кръстьо Сарафов“ в класа на професор Гриша Островски.

## Кариера в театъра
Играл е на сцената на Драматичен театър „Стефан Киров“. През 1987 г. участва в пиесата „Опакометаморфози“ от Валери Петров.
От 1989 до около 2004 г. Монов е в трупата на Театрална работилница „Сфумато“. В периода 1989 – 1990 изпълнява ролята на Семьон Семьонович Медведенко в „Чайка“ на Антон Чехов, под режисурата на Маргарита Младенова.

## Кариера в озвучаването
През 1984 г. Монов печели кастинг да озвучи диалога на Валентин Ганев във филма „Събеседник по желание“.
Занимава се с озвучаване от 1990 г. Първата му роля в дублажа е Дино в „Спомняш ли си, Доли Бел?“ на Емир Кустурица за БНТ. Участва в дублажите на едни от най-известните сериали по това време като „Далас“, „Дързост и красота“, „Спасители на плажа“, „Д-р Куин Лечителката“ и „Утрешен вестник“.
През втората половина на 90-те години започва работа като режисьор в Арс Диджитал Студио, където работи върху дублажите на „Космически забивки“, двата филма от поредицата „Принцесата лебед“, „Принцеса Анастасия“, „Астерикс и Клеопатра“, „Вълшебният меч“, двата филма от поредицата „Фърнгъли“, „Принцът на Египет“ и „Стюарт Литъл“. От 30 септември 2000 г. до май 2014 г. основно работи като режисьор на дублажи в bTV, а негови режисури, освен на редица единични филми, са тези на сериалите „Ало, ало!“, „Женени с деца“, „Приятели“, „Дарма и Грег“, „Ориндж Каунти“, „Клуб Веселие“, „Никита: Отмъщението“ и други.
Христо Мутафчиев, Ася Рачева, Николай Николов, Албена Михова, Елена Бойчева, Светломир Радев, Илиян Марков и Момчил Степанов са измежду актьорите, получили старт в дублажа благодарение на него. В интервю Степанов споделя за Монов: „от него научих основите на дублажа, той видя потенциал в мен и ми помогна да го реализирам.“ Той също така е първият режисьор, който разрешава на всеки от артистите да си каже името на финала на дублажа. Това става в края на филми като „Сам вкъщи 4“ и „Космическа Коледа“, както и в последните епизоди на различни сериали.
От 2014 г. отново озвучава сериали по-активно, сред които са „Моето семейство“ (дублаж на студио VMS), „Преградие“ (от втори до четвърти сезон), „Стрелата“, „Тиранин“, „Мутра по заместване“ и „Уил и Грейс“ (дублаж на Саунд Сити Студио), както и много документални поредици за National Geographic и няколко единични филма. От 2015 г. е режисьор на дублажи в Андарта Студио. Режисира дублажите на „Империя“, „Д-р Розууд“, „Изгнаник“, Досиетата Х (10 – 11 сезон) и други.
| Актьор           | Заглавия                                                                                                 | Роли                              |
| ---------------- | --- | --------------------------------- |
| Брус Уилис       | Кладата на суетата (дублаж на Брайт Айдиас) Непобедимите (дублаж на Саунд Сити Студио)                   | Питър Фалоу Г-н Чърч              |
| Винс Вон         | Случай с теб Измама за 40 милиона                                                                        | Алън Саймън Килмъри               |
| Гари Олдман      | Батман в началото Черният рицар Черният рицар: Възраждане                                                | Джеймс Гордън                     |
| Джей Кей Симънс  | Мексиканецът (дублаж на студио VMS) Благодаря за пушенето                                                | Тед Слокъм Би Ар                  |
| Джо Пеши         | Сам вкъщи (дублаж на Арс Диджитал Студио) Сам вкъщи 2: Изгубен в Ню Йорк (дублаж на Арс Диджитал Студио) | Хари Лайм                         |
| Крис Прат        | Ориндж Каунти (в епизоди 4х05 – 4х07) Кой е баща ни?                                                     | Че Брет                           |
| Майкъл Джай Уайт | Черният рицар Стрелата                                                                                   | Гамбол Бен Търнър/Бронзовия тигър |
| Майкъл Дъглас    | Уолстрийт: Парите никога не спят И така нататък                                                          | Гордън Геко Орън Литъл            |
| Майкъл Кейн      | Батман в началото Черният рицар Черният рицар: Възраждане                                                | Алфред Пениуърт                   |
| Робърт Линдзи    | Моето семейство Принцесата на Монако                                                                     | Бен Харпър Аристотел Онасис       |
| Саймън Пег       | Спокойна нощ Ледена епоха 3: Зората на динозаврите (дублаж на Медиа Линк)                                | Пол Бък                           |
| Хю Лори          | Стюарт Литъл Стюарт Литъл 2                                                                              | Г-н Фредерик Литъл                |
| Хюго Уивинг      | Бейб (дублаж на bTV) Бейб в града (дублаж на bTV)                                                        | Рекс                              |

## Личен живот
Женен е за преводачката и редакторка Милена Павлова, с която имат един син.

## Филмография
| Година | Заглавие               | Роля                                  |
| ------ | ---------------------- | ------------------------------------- |
| 1983   | Завъртете всички сфери |                                       |
| 1984   | Събеседник по желание  |                                       |
| 1993   | Сирна неделя           |                                       |
| 1993   | Пленникът от Трикери   |                                       |
| 1994   | Писма до долната земя  |                                       |
| 2000   | Клиника на третия етаж | просякът ядрен физик (в 1 серия: XIX) |
| 2011   | Етажна собственост     |                                       |
| 2013   | Под прикритие          |                                       |
| 2017   | Откраднат живот        |                                       |
| 2020   | All Inclusive          |                                       |
| 2020   | Братя                  | Зам. външен министър Петракиев        |
| 2022   | Аз и моите жени        | Валентин                              |